# ナベレジナヤ・タワー
ナベレジナヤ・タワーは露モスクワの通称モスクワ・シティ10街区にある高層ビルと2つの超高層ビルから成り立つ複合施設。2003年に起工し、2007年に完成。うちタワーCは高さ268.4メートル (881 ft)の58階建てで、当時欧州一の高さを誇っていた。